# Bot (program)
För andra betydelser, se Bot.
En bot [bɔtː] är ett datorprogram som konstruerats för att automatiskt genomföra operationer. En bot kan vara antingen förprogrammerad att utföra vissa enkla uppdrag enligt ett givet mönster, eller ha programmerats att reagera på förändringar i sin omgivning. Ordet bot kommer från ordet robot.

## Exempel på bottar
En bot är en agent som kan automatisera arbete, exempel söka igenom sidor på Internet för att göra dem sökbara i en sökmotor. Denna typ av bot brukar kallas "sökspindel". Webbplatser som vill begränsa denna aktivitet kan använda Robots Exclusion Standard (i form av filen robots.txt), vilken respekteras av de flesta sökspindlarna.
En bot kan även vara en datorkontrollerad mot- eller medspelare i datorspel. Bottar förekommer oftast inom den så kallade FPS-genren, men finns även i andra typer av spel, såsom MMORPG-spel (där det oftast är mot reglerna att använda en bot). Ett exempel är en pokerbot som är konstruerad för att spela internetpoker och eventuellt vinna över motståndarna och vinna pengar åt sin ägare.
En avsevärd andel av redigerandet på Wikipedia görs av bottar, särskilt olika typer av underhållsarbete som arkivering, men även artikelskapande. På den svenskspråkiga Wikipedia har Lsjbot använts för att skapa miljontals sidor om växter och djur. En halvautomatisk bot kan söka efter språkfel och föreslå åtgärder, som manuellt måste åtgärdas.

### Chattbottar
En chattbot använder ofta artificiell intelligens för att konversera med människor. Ett tidigt exempel var programmet ELIZA som härmade en psykolog, och fick människor att berätta mer om sig själva än de hade tänkt ("ELIZA-effekten"). En textstyrd digital assistent är ett exempel på en chattbot.
IRC-bottar är vanligt förekommande. En IRC-bot är ett program som är avsett att utföra olika uppgifter i en IRC-kanal. De brukar vanligtvis kunna "sparka ut" personer som "spammar" eller på annat vis bryter mot kanalens regler. Vissa IRC-bottar är även programmerade för att kunna föra en enkel dialog, såsom att besvara "Hej" med en hälsningsfras.
På sociala medier förekommer chattbottar. En bot kan även vara en sorts spawner (alltså en karaktär som gör reklam) genom att skriva in en bestämd text hundratals gånger snabbare än vad en människa skulle ha kunnat göra.

### Porrbottar
En porrbot kontaktar internetanvändare på sociala medier genom vänförfrågningar, kommentarer och likes. Botten har vanligtvis en sexuellt utmanande profil med stulna modellbilder som profilbild och har beskrivningar som lovar sexuella tjänster. Dessa porrbottar är skapade på automatisk väg av nätbedragare som vill få mottagaren att klicka på länkar till webbplatser som försöker lura av användaren pengar eller personlig information.